# Facundo Isa
Facundo Isa (Santiago del Estero, 21 settembre 1993) è un rugbista a 15 argentino, terza linea ala del Tolone in Top 14.

## Biografia
Dedito in età scolastica a pallacanestro e rugby, Isa decise di dedicarsi esclusivamente a tale ultima disciplina dopo avere visto il proprio concittadino Juan Manuel Leguizamón alla Coppa del Mondo di rugby 2007 in Francia.
Cresciuto nel Santiago L.T.C., rappresentò nel 2013 l'Argentina al mondiale Under-20 e poco dopo firmò il suo primo ingaggio professionistico in Europa con il Tolone.
Dopo una stagione in Francia tornò in Argentina al Santiago e disputò diversi incontri con la squadra federale dei Pampas XV; a fine 2014 esordì nei Pumas a Edimburgo contro la Scozia e l'anno successivo partecipò in sequenza al Championship e alla Coppa del Mondo di rugby 2015, classificandosi, in tale ultima competizione, al quarto posto assoluto.
A fine 2015 fu messo sotto contratto per tre stagioni, a partire dal Super Rugby 2016, nella nuova franchise federale argentina dei Jaguares, ammessa a partecipare al campionato SANZAR del Super Rugby.

## Palmarès
- Campionati francesi: 1
Tolone: 2013-14
- Challenge Cup: 1
Tolone: 2022-23